# Igreja de Santa Bárbara (Angra do Heroísmo)

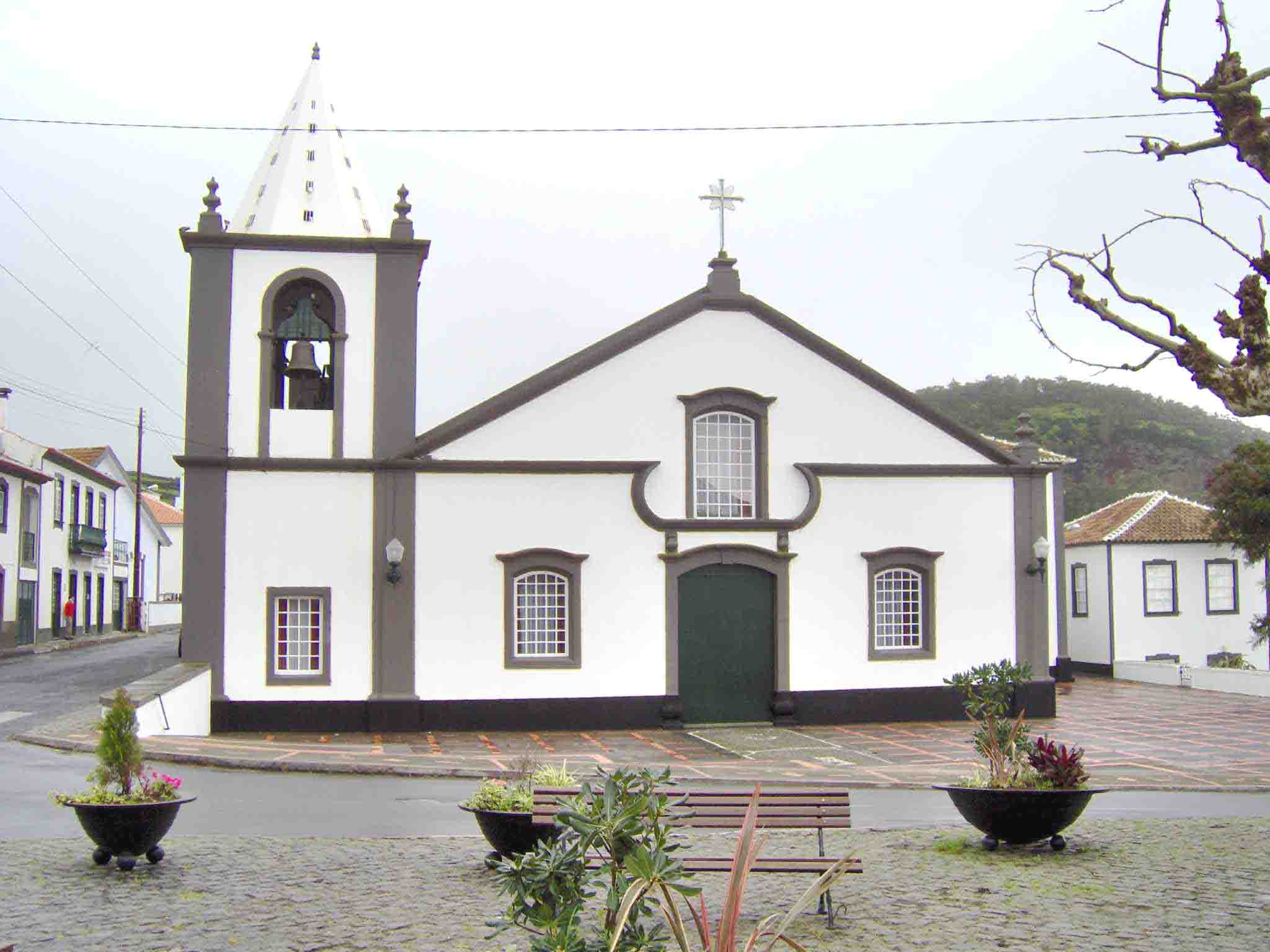
Igreja de Santa Bárbara.

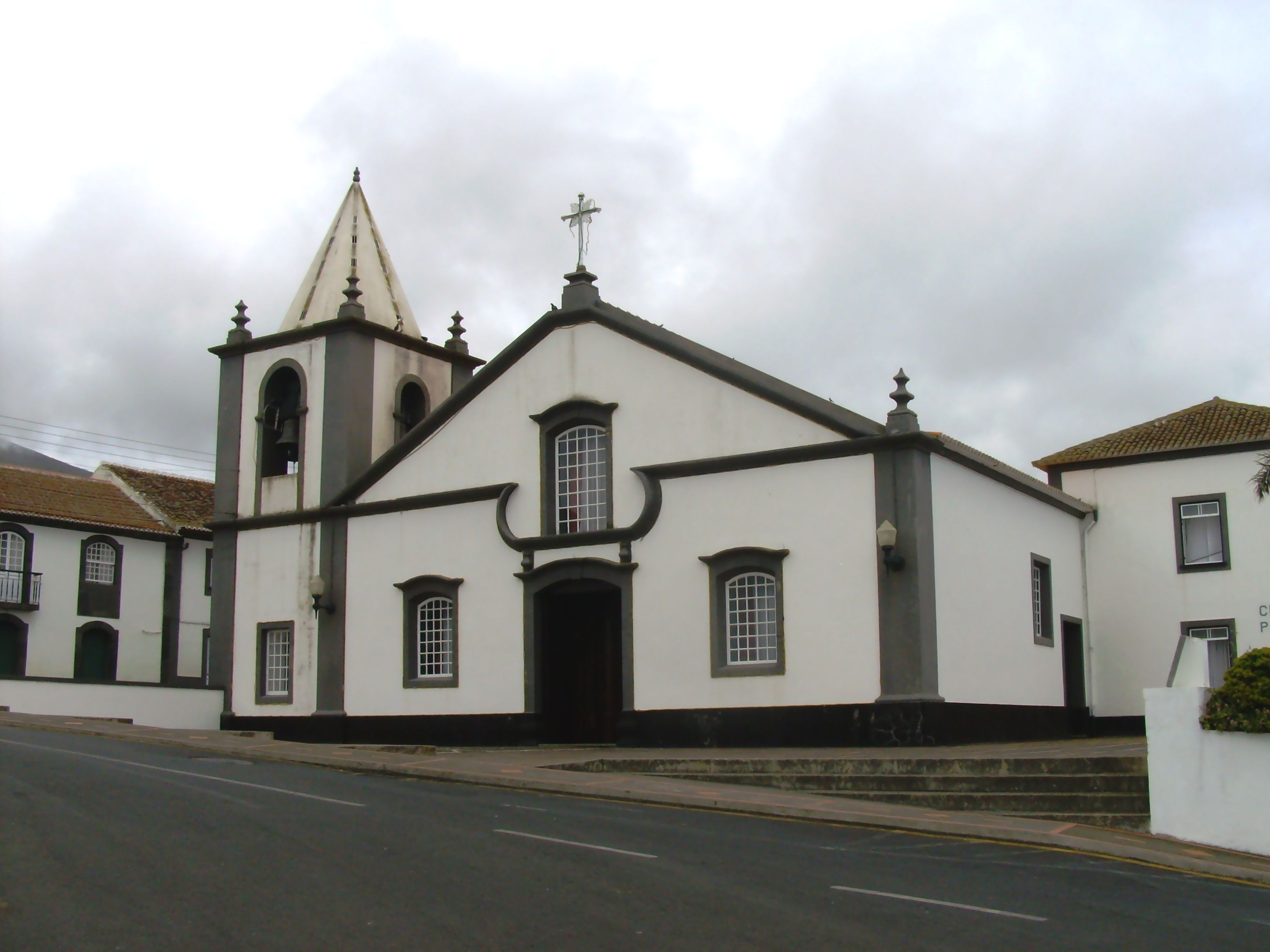
Igreja de Santa Bárbara.

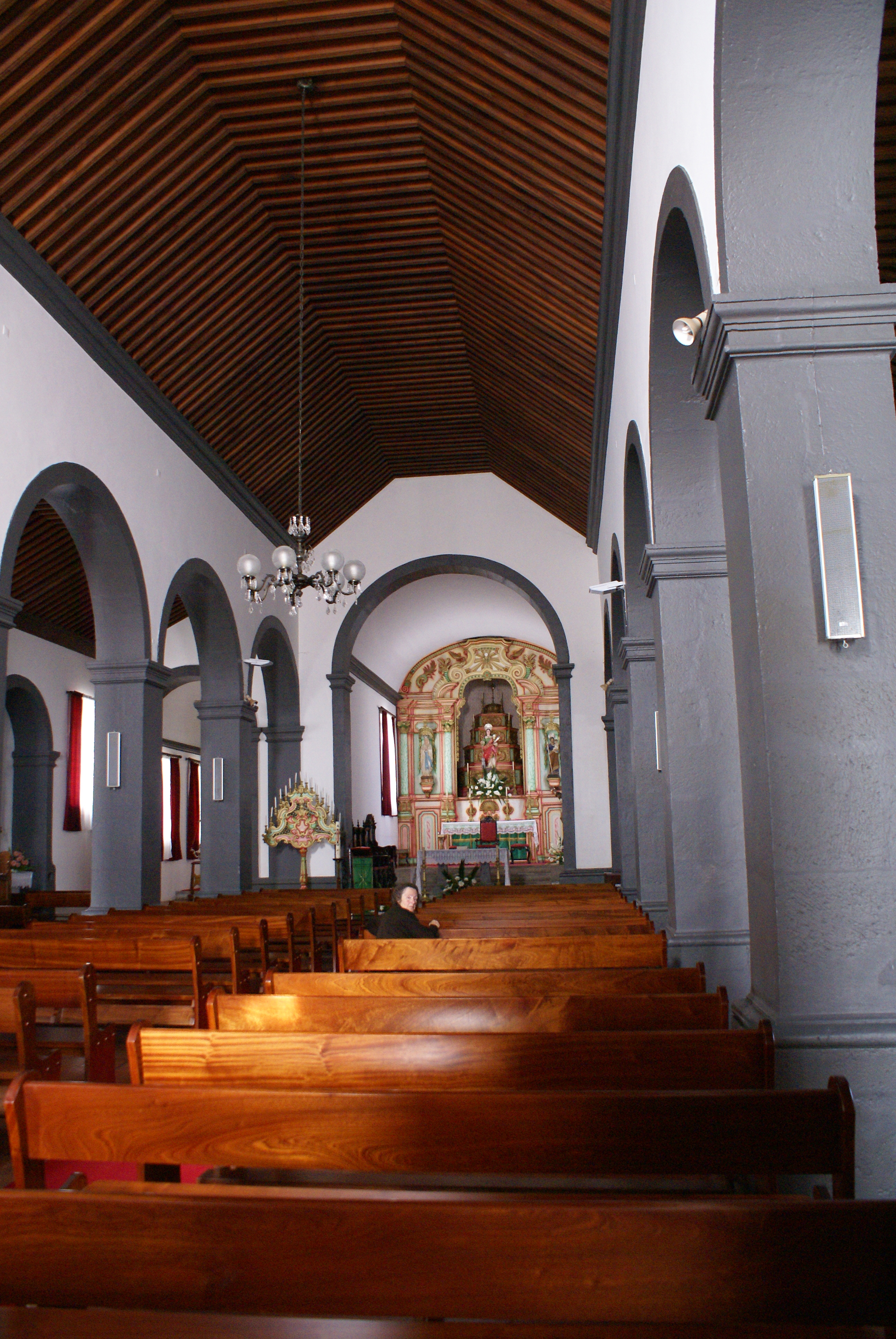
Igreja de Santa Bárbara, nave central.

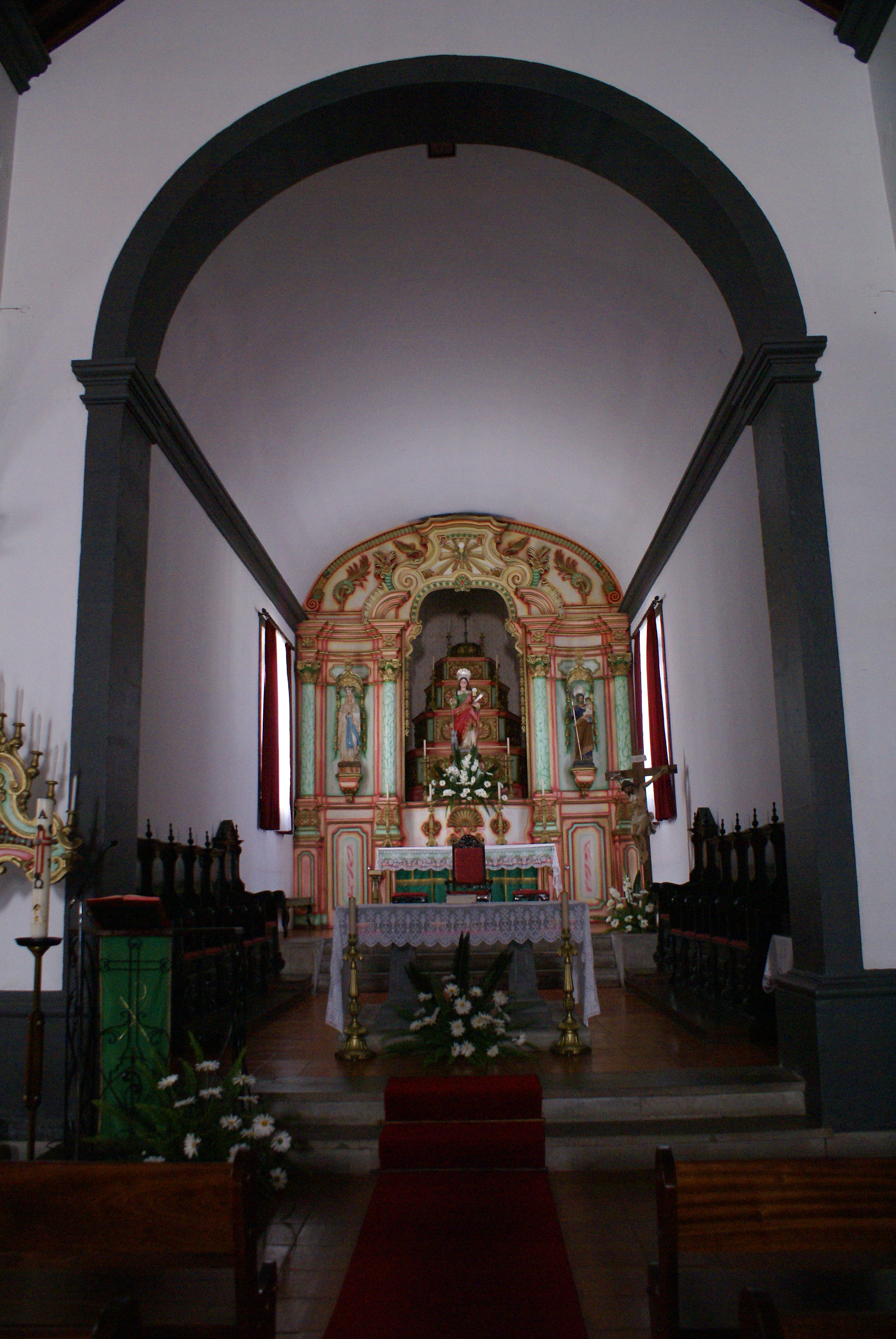
Igreja de Santa Bárbara, altar mor.

A Igreja de Santa Bárbara localiza-se na freguesia de Santa Bárbara, no concelho de Angra do Heroísmo, na Ilha Terceira, nos Açores.
Constitui-se na igreja paroquial desta que é uma das mais importantes freguesias rurais da Terceira, cabeça de vários curatos que, no decorrer dos séculos, foram a seu tempo elevados a freguesias.

## História
O povoamento da costa sudoeste da Terceira teve como ponto central a povoação de Santa Bárbara das Nove Ribeiras, a mais antiga paróquia rural do oeste da ilha.
A freguesia foi a primeira paróquia real criada na jurisdição de Angra, ainda ao tempo de Jácome de Bruges, devendo, por consequência ser anterior a 1486. A sua jurisdição estendia-se desde a Cruz das Duas Ribeiras, no limite com a atual freguesia de São Bartolomeu dos Regatos (então termo da paróquia de São Mateus da Calheta), até ao Biscoito da Fajã, então limite do concelho da Vila de São Sebastião e da paróquia de São Roque dos Altares.
A primitiva igreja de Santa Bárbara deverá ter sido construída na primeira década do século XVI, sendo seguro que já existia no ano de 1515. Não se sabe se foi demolida ou simplesmente transformada na actual, embora a localização do atual templo, às "Sete" e não às "Nove", pareça indiciar que houve demolição e construção noutra localização.
Terá sido reconstruída em 1592, tendo sofrido extensas alterações posteriores.
Foi ampliada em 1834, com a substituição das antigas colunas redondas por pilastras rectangulares. Em 1846 foram reconstruídas a capela-mor, a do Santíssimo Sacramento e a do Senhor Jesus. Na mesma altura a sacristia também sofreu obras de melhoramento e asseio. Sucederam-se novas obras de melhoramento em 1876 e em 1891, com restauro das pinturas existentes.
A igreja foi bastante danificada pelo terramoto de 1 de Janeiro de 1980, sendo reconstruída em 1985, mantendo a traça original.
Para colocar termo aos enterramentos no interior da igreja, em 1822 foi construído o primeiro cemitério, no lugar onde agora se encontra o passal paroquial. Devido à sua exiguidade, foi substituído pelo actual, inaugurado a 1 de Janeiro de 1871. A capela anexa ao cemitério foi construída em 1900.

## Características
Este templo evidencia a sua antiguidade, através de certos pormenores da sua construção, como a torre sineira bastante baixa. O templo é comprido e relativamente espaçoso, apresentando-se o interior dividido em três naves por meio de arcos assentos em colunas de pedra.
Do mesmo modo que nos templos das freguesias de São Bento e de São Bartolomeu, este também não possui a imagem de seu orago no lugar principal da sua capela-mor. Ao centro do camarim encontra-se a imagem de Nossa Senhora da Conceição, estando a de Santa Bárbara num dos nichos laterais fazendo as honras à Virgem, do mesmo modo que a da rainha Santa Isabel em outro nicho, do lado oposto.
Tem capelas consagradas ao Santíssimo, ao Sagrado Coração de Jesus, a Santa Bárbara, a Nossa Senhora de Lurdes e às Almas. A imagem primitiva do orago da paróquia, Bárbara de Nicomédia, é uma escultura policromada em pedra de Ançã, datada do século XV, que terá sido trazida pelos primeiros povoadores daquela zona da ilha Terceira.
O pesquisador Alfredo da Silva Sampaio, quando alude a esta igreja (1904), assinala que "abaixo do cruzeiro e no segundo arco lateral está um coreto alto com um órgão grande adquirido em 1834 e que pertencia ao extinto Convento da Conceição de Angra do Heroísmo".
A história do órgão de tubos desta igreja, no ilha Terceira, começa com o atracar no Porto de Pipas, em Angra do Heroísmo uma nau em mau estado, por vias de ter sido apanhada por uma tempestade. Essa nau levava a bordo, com destino ao território de Macau, um grandioso órgão, e que teve de ser descarregado para que a nau fosse reparada.
Já em terra o órgão foi montado na Sé de Angra, a Igreja de São Salvador, Catedral dos Açores. Após algum tempo neste templo o bispo afeiçoou-se-lhe, de tal forma, que intercedeu junto à Coroa para que o órgão ficasse definitivamente na Igreja da Sé.
Dada a concordância da Coroa, assim aconteceu e só cerca de dois séculos depois, um incêndio, o haveria de destruir. Só sobraram alguns tubos e foram esses tubos sobreviventes que vieram a integrar um conjunto de dois novos órgãos.
Desses dois novos órgãos, construídos em 1793, inicialmente destinados a ficarem na Sé Catedral dos Açores, um foi acabou por ficar no Convento de São Gonçalo e o outro por comprar foi para a esta igreja de Santa Bárbara.
Com a extinção das ordens religiosas em Portugal em 1834, foi o Órgão adquirido pela paróquia em 3 de Fevereiro de 1837, tendo o pagamento sido feito em títulos da Dívida Pública.
Este órgão que a quando da sua construção se destinou à Sé Catedral de Angra do Heroísmo foi construído pela mão de Joaquim António Peres Fontanes, um dos mais importantes organeiros Portugueses dos finais do século XVII.
Actualmente (Novembro de 2010) a necessitar de restauro, este órgão encontra-se inactivo tendo tocado pela última vez a quando do terramoto de 1 de Janeiro de 1980.
Durante as obras de reparação da igreja, foi desmontado e arrumado na garagem de um dos moradores da freguesia, no entanto após a sua montagem não voltou a tocar, e apesar de já se encontrar no seu lugar dentro da igreja.